# Tropidophis fuscus
Espèce
Statut CITES
Tropidophis fuscus est une espèce de serpents de la famille des Tropidophiidae.

## Répartition
Cette espèce est endémique de Cuba.

## Description
C'est un serpent vivipare.

## Publication originale
- Hedges & Garrido, 1992 : A new species of Tropidophis from Cuba (Serpentes: Tropidophiidae). Copeia, vol. 1992, n. 4, p. 820-825.